# Гусинцы
Гусинцы (укр. Гусинці) — ныне несуществующее село в Киевской области.

## География
Гусинцы располагались на левом берегу Днепра напротив Ржищева, в 77 километрах от Киева. После затопления Каневского водохранилища село практически полностью оказалось под водой. Самые высокие его точки образовали несколько островов.

## История
До революции Гусинцы (старое название — Гусиное) входили в состав Переяславского уезда Полтавской губернии. В 1862 году в селе насчитывалось 74 двора, в которых проживало 187 мужчин и 198 женщин. Почтовый тракт из Переяслава-Хмельницкого в Киев проходил чуть восточнее. Имелись приусадебная православная церковь с родовой усыпальницей, приходская школа, монашеский скит, при котором функционировали больница, маслобойня и паровая мельница, работавшая на несколько окрестных сел. Скит был покинут в 1919 году в период безвластия и бандитских погромов, захлестнувших регион во время гражданской войны.
В 1969 году при проектировании нового водохранилища для нужд строящейся Каневской ГЭС было решено затопить ряд прибрежных сёл, в число которых попали и Гусинцы. В ходе строительства новой плотины в 1972–1978 годах жители затопляемых сёл были принудительно отселены. В настоящее время главным напоминанием о Гусинцах является маленький островок возле левого берега водохранилища, который полностью занимают руины Преображенской церкви.

### Достопримечательности
Сохранившийся до наших дней храм был построен помещиком Гусинским в 1822 году. Строительство велось гусинскими крестьянами из кирпича, производимого на местном заводе, с использованием особо прочного раствора, благодаря чему почти двухсотлетнее здание, простоявшее последние 30 лет в заброшенном состоянии в воде, не разрушилось и продолжает считаться одной из главных достопримечательностей района. Не последнюю роль в сохранении церкви сыграло решение председателя местного сельского совета 1970-х годов, распорядившегося перед затоплением отремонтировать церковь и получившего за это строгий выговор обкома партии. 
По результатам технической экспертизы, проведённой в декабре 2008 года сотрудниками Киевского национального университета строительства и архитектуры, здание признано аварийным, однако характер разрушений не является необратимым. В церкви были проведены первые богослужения, стараниями религиозной общины Преображенской парафии Украинской Православной Церкви города Борисполь и при поддержке открытого для этих нужд благотворительного фонда начата реставрация храма. К острову, на котором расположен храм, в 2011 году был построен мост. К 2013 году храм был восстановлен.